# Mannenmarathon van Tokio 1995
De Mannenmarathon van Tokio 1995 werd gelopen op zondag 12 februari 1995. Het was de zestiende editie van deze marathon. Aan deze wedstrijd mochten alleen mannelijke elitelopers deelnemen.
De Keniaan Eric Wainaina kwam als eerste over de streep in 2:10.31.

## Uitslagen
| rang   | naam             | land | tijd    |
| ------ | ---------------- | ---- | ------- |
| Goud   | Erick Wainaina   | KEN  | 2:10.31 |
| Zilver | Eric Kimaiyo     | KEN  | 2:10.47 |
| Brons  | Jan Huruk        | POL  | 2:11.25 |
| 4      | Luca Barzaghi    | ITA  | 2:11.29 |
| 5      | Yakov Tolstikov  | RUS  | 2:11.34 |
| 6      | Daisuke Tokunaga | JPN  | 2:11.38 |
| 7      | Hiroyuki Ito     | JPN  | 2:11.51 |
| 8      | Shinji Kawashima | JPN  | 2:12.17 |
| 9      | Vladimir Kotov   | BLR  | 2:12.55 |
| 10     | Eddy Hellebuyck  | BEL  | 2:13.15 |
| 11     | Ahmed Salah      | DJI  | 2:13.59 |
| 12     | Jeff Jacobs      | USA  | 2:14.24 |
| 13     | Gemechu Kebede   | ETH  | 2:15.24 |
| 14     | Julius Sumawe    | TAN  | 2:15.47 |
| 15     | Atsunari Saito   | JPN  | 2:15.50 |
| 16     | Zithulele Sinqe  | RSA  | 2:17.02 |
| 17     | Yared Kebede     | ETH  | 2:18.04 |
| 18     | Yasufumi Mikami  | JPN  | 2:18.23 |
| 19     | Kenji Sano       | JPN  | 2:18.28 |
| 20     | Katsumi Kitajima | JPN  | 2:18.36 |
| 21     | Tomoki Suto      | JPN  | 2:18.36 |

Tokyo International Marathon (alleen mannen)

1981 · 1982 · 1983 · 1984 · 1985 · 1986 · 1987 · 1988 · 1989 · 1990 · 1991 · 1992 · 1993 · 1994 · 1995 · 1996 · 1997 · 1998 · 1999 · 2000 · 2001 · 2002 · 2003 · 2004 · 2005 · 2006

Tokyo International Women's Marathon (alleen vrouwen)

1979 · 1980 · 1981 · 1982 · 1983 · 1984 · 1985 · 1986 · 1987 · 1988 · 1989 · 1990 · 1991 · 1992 · 1993 · 1994 · 1995 · 1996 · 1997 · 1998 · 1999 · 2000 · 2001 · 2002 · 2003 · 2004 · 2005 · 2006 · 2007 · 2008

Tokyo Marathon (beide)

2007 · 2008 · 2009 · 2010 · 2011 · 2012 · 2013 · 2014 · 2015 · 2016 · 2017 · 2018 · 2019 · 2020 · 2021 · 2022 · 2023 · 2024